# 東吉斯雷姆足球俱樂部
東吉斯雷姆足球俱樂部（塞爾維亞語：Фудбалски клуб Дoњи Creм）是塞爾維亞的一家足球俱樂部。主場位於佩奇尼奇。球隊參加塞爾維亞足球超級聯賽賽事。

## 外部連結
- Official website （塞爾維亞文）
- Club profile and squad（页面存档备份，存于） at Srbijafudbal.
- Club page （页面存档备份，存于） at Transfermarkt.

1. ↑  .   [2014-07-13]. （原始内容存档于2014-07-13）.